# Lerch (Familienname)
Lerch ist ein deutscher Familienname.

## Namensträger
- Antonia Lerch (* 1949), deutsche Filmregisseurin
- Bernhard Lerch (1811–1904), Schweizer Unternehmer
- Caspar II. Lerch (um 1480–1548), deutscher Ritter
- Caspar III. Lerch (1540–1590), deutscher Ritter
- Caspar IV. Lerch (1575–1642), deutscher Ritter
- Christian Lerch (* 1966), deutscher Schauspieler
- Christian Lerch (Journalist) (* 1978), österreichischer Journalist
- Egon Lerch (1886–1915), österreichischer Marineoffizier
- Ernst Lerch (1914–1997), deutscher SS-Sturmbannführer
- Eugen Lerch (1888–1952), deutscher Romanist
- Franz Lerch (1895–1977), österreichischer Maler
- Fred Louis Lerch (1902–1985), österreichischer Schauspieler
- Fredi Lerch (* 1954), Schweizer Journalist und Schriftsteller
- Friedrich von Lerch (1878–1947), österreichischer Physiker
- Georg Lerch (1792–1857), deutscher Architekt und Politiker, MdL Hessen
- Gotthard Lerch (* 1942), deutscher Ingenieur
- Günter Kiefer-Lerch (1937–2014), deutscher Maler und Grafiker
- Hans Lerch (Unternehmer) (Johannes Hans Lerch; 1896–1958), deutscher Industrieller
- Hans Lerch (Journalist) (1902–1972), deutscher Journalist
- Hans Lerch (Kanzler), deutscher Universitätskanzler
- Hans-Günter Lerch (* 1942), deutscher Lehrer und Mundartforscher
- Helga Lerch (* 1955), deutsche Politikerin (FDP), MdL
- Helmut Lerch (* 1947), deutscher Architekt und Künstler
- Jan Lerch (* 1966), deutscher Fernsehmoderator, Journalist und Fernsehredakteur
- Jiří Lerch (* 1971), tschechischer Fußballspieler
- Johann Alexander Lerch (1813–1897), österreichischer Mediziner und Politiker
- Joseph Udo Lerch (1816–1892), österreichischer Pharmazeut und Chemiker
- Katharina Lerch (* 1962), deutsche Autorin und Schamanin
- Konrad Lerch (1905–1945), deutscher Jesuit und Märtyrer
- Laurenz Lerch (* 1994), deutscher Schauspieler und Autor
- Leopold Lerch (1898–1964), deutscher Politiker (BVP, CSU)
- Magda von Lerch (1871–1938), österreichische Grafikerin und Malerin
- Maria Lerch (1884–1962), deutsche Bildhauerin
- Markus M. Lerch (* 1957), deutscher Mediziner
- Matyáš Lerch (1860–1922), tschechischer Mathematiker
- Nina Lerch (* 1984), deutsche Politikerin (SPD)
- Noëmi Lerch (* 1987), Schweizer Schriftstellerin
- Oliver Lerch (* 1969), deutscher Fußballspieler
- Ortraud Lerch (1939–2013), deutsche Mosaikkünstlerin
- Peter Lerch (* 1954), deutscher Politiker (CDU), MdL Rheinland-Pfalz
- Pjotr Iwanowitsch Lerch (1827/28–1884), russischer Orientalist und Archäologe
- Sonja Lerch (Sarah Sonja Rabinowitz; 1882–1918), deutsche Politikerin (USPD, SPD)
- Steffie Lerch (1905–1996), österreichische Grafikerin
- Stephan Lerch (* 1984), deutscher Fußballtrainer
- Tankred Lerch (* 1970), deutscher Autor, Drehbuchautor und Fernsehproduzent
- Tanja Lerch (* 1997), deutsche Sängerin
- Theodor Edler von Lerch (1869–1945), österreichischer Generalmajor und Skibergsteiger
- Wolfgang Günter Lerch (* 1946), deutscher Journalist und Orientalist